# Pristimantis calcarulatus
Espèce
Synonymes
- Eleutherodactylus calcarulatus Lynch, 1976

Statut de conservation UICN

 VU B1ab(iii) : Vulnérable
Pristimantis calcarulatus est une espèce d'amphibiens de la famille des Craugastoridae.

## Distribution
Cette espèce se rencontre entre 1 140 et 2 700 m d'altitude sur versant Ouest de la cordillère Occidentale :
- dans les provinces de Carchi, d'Imbabura, de Cotopaxi et Pichincha en Équateur ;
- dans le département de Nariño en Colombie.

## Description
Les mâles mesurent de 17,8 à 24,6 mm et les femelles de 25,3 à 28,9 mm.

## Publication originale
- Lynch, 1976 : New species of frogs (Leptodactylidae: Eleutherodactylus) from the Pacific versant of Ecuador. Occasional papers of the Museum of Natural History, the University of Kansas, no 55, p. 1-33 (texte intégral).